# ذبابة الزيتون

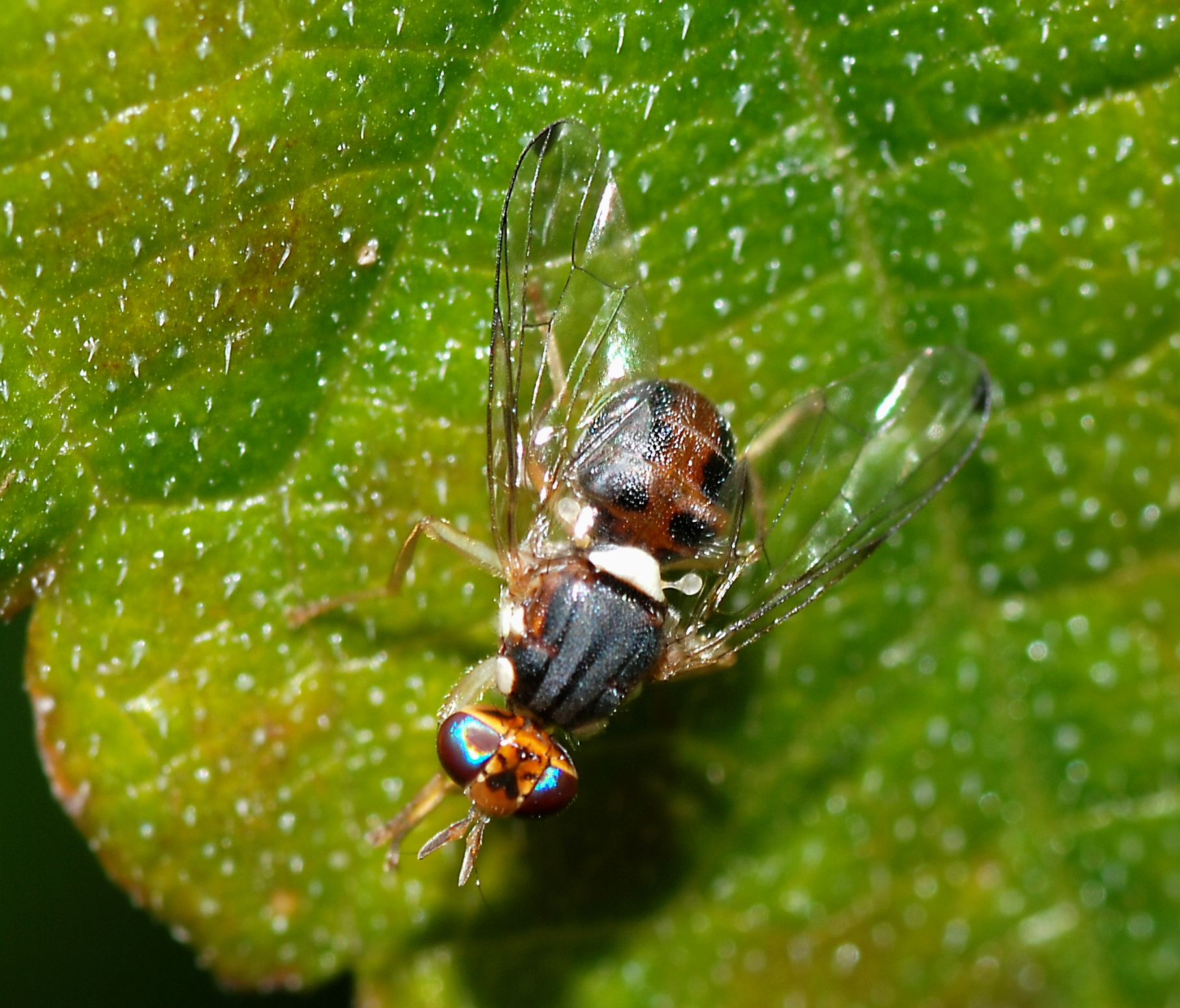
ذبابة بالغة على ورقة

ذبابة ثمار الزيتون أو خَرَشة الزيتون أو ذُبَابة الزيتون أو كَيْرَن (باللاتينية: Bactrocera oleae) وكانت تعرف سابقاً (باللاتينية: Dacus oleae) هي الآفة الأولى على محصول الزيتون في دول حوض البحر الأبيض المتوسط، وهي تسبب خسائر اقتصادية فادحة، خاصة عند إهمال مكافحتها، وهي آفة متخصصة، حيث لا تصيب إلا ثمار الزيتون.
تصيب الحشرة معظم أصناف الزيتون في جميع مناطق زراعته، ولكنها عادة تفضل الأصناف ذات الثمار الكبيرة، وضمن نفس الصنف الأشجار ذات الثمار الأكبر حجماً (سواء بسبب اختلاف النضج أو الفارق في كمية الحمل على الشجرة). ولتحقيق المكافحة الفعالة لهذه الآفة يلزم التعرف على دورة حياتها لكي يتم التركيز على تنفيذ برامج المكافحة للقضاء على الطور المسبب للضرر.

## دورة حياة ذبابة ثمار الزيتون
تقوم أنثى حشرة ذبابة الزيتون التي تتميز بلونها الكستنائي الأصفر، وأجنحتها الشفافة التي توجد عليها بقعة سوداء على الزاوية الخارجية للجناح، كما يصل طولها إلى 5مم بغرز آلة وضع البيض التي توجد في نهاية بطنها - تحت بشرة ثمرة الزيتون على عمق 1 مم، حيث تقوم بعمل تجويف مائل تضع به بيضة واحدة مستطيلة الشكل، وتنتهي من أحد أطرافها بزائدة.
يفقس هذا البيض ليخرج منه يرقات أسطوانية الشكل، مدببة من طرفها الأمامي وعريضة من الخلفي، ليست لها أرجل، لونها أبيض مصفر، يصل طولها إلى 7- 8 مم، تتغذى طوال عمرها اليرقي على لب الثمار؛ محدثة أنفاقا متعرجة تنتهي بغرف صغيرة. تتحول اليرقات بعد ذلك إلى عذارى برميلية الشكل لونها بني مصفر، طولها 4 مم، وعرضها 2 مم إما داخل الثمرة تحت البشرة، أو تخرج اليرقات لتكون العذارى في التربة، وبعد ذلك تخرج الحشرات الكاملة للتزاوج ، وتعيد وضع بيضها المخصب داخل ثمار الزيتون لتتكرر دورة الحياة. ويختلف موعد ظهور الحشرات الكاملة لذبابة الزيتون وبدء إحداثها للإصابة تبعا للمنطقة (تبدأ الإصابة في الساحل الشمالي من 0,5 يونيه وأوائل يونيو، وفي الفيوم والواحات من أواخر سبتمبر وأوائل أكتوبر) وحجم الثمار (حيث تتناسب شدة الإصابة طرديا مع حجم الثمار).
ويصل عدد أجيال الحشرات إلى 4- 5 أجيال متداخلة في المناطق الساحلية، في حين يكون عدد أجيالها في المناطق المنعزلة من جيلين إلى ثلاثة أجيال.

## الأضرار الناجمة عن الإصابة

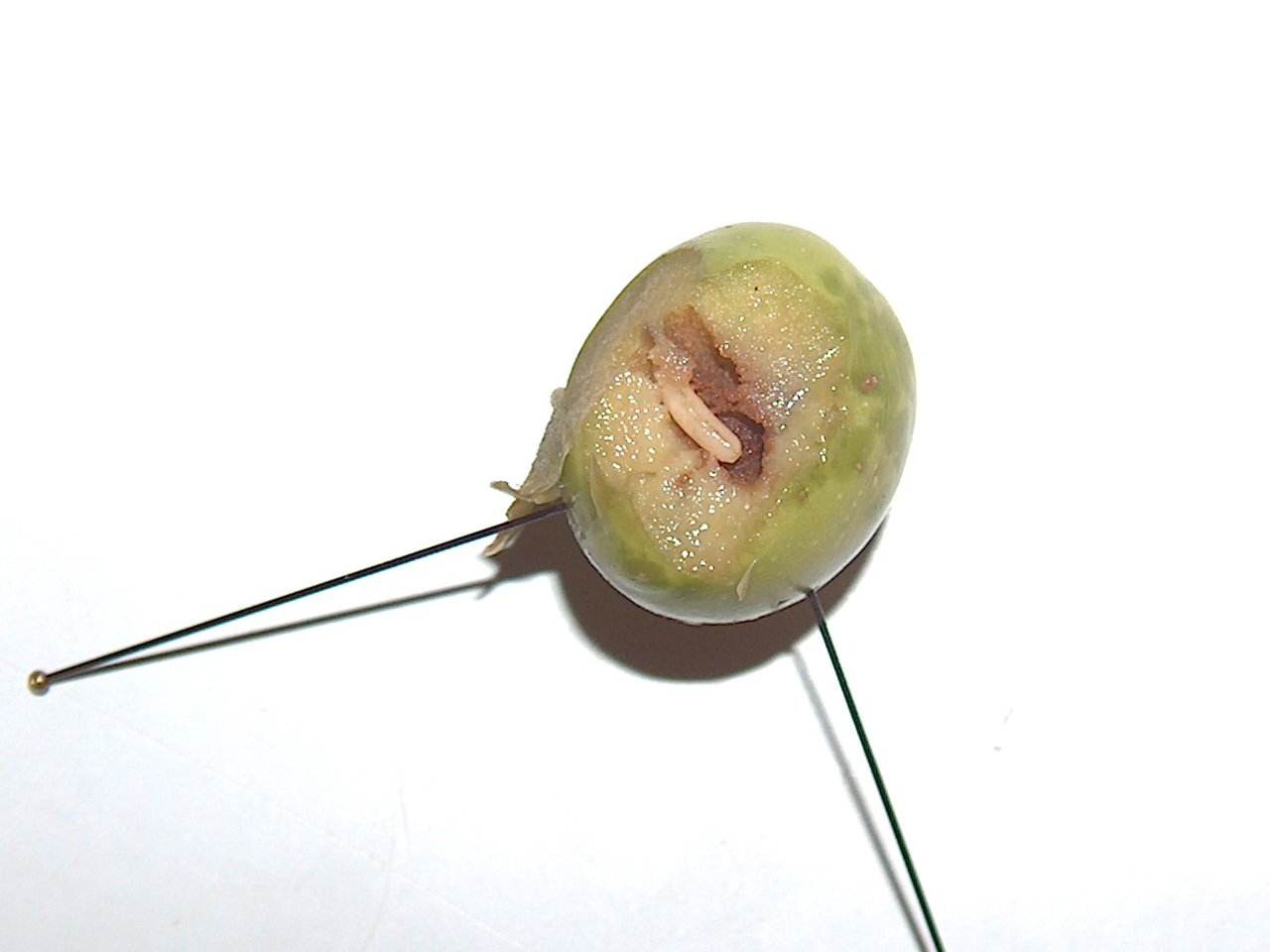
الطور الثالث ليرقة ذبابة ثمار الزيتون

وجود بقع مسودة على الثمار نتيجة الوخز بآلة وضع البيض، تفقد الثمار قيمتها التسويقية.
تعفن الثمار نتيجة لتلوث الأنفاق التي حفرتها اليرقات في لب الثمار أثناء التغذية، كما تصبح مناطق الإصابة على الثمار اسفنجية طرية لتجول اليرقات فيها.
سقوط الثمار في أغلب الأحيان نتيجة للإصابة.

## المكافحة
تم إنشاء برنامج للمكافحة المتكاملة لذبابة ثمار الزيتون في سورية، وهو يعتمد على ما يلي:

### أولاً ـ الرصد والتنبؤ بالخطر لمختلف أطوار الحشرة
1ـ رصد أطوار الحشرة الكاملة
ـ المصائد الزجاجية (ماكفيلد) بمعدل 5ـ 8 مصيدة / هكتار باستخدام مادة جاذبة من هيدروليزات البروتين أو بيوفوسفات الأمونيوم بنسبة (1,5 ـ 2 %) وذلك اعتباراً من بداية حزيران في المناطق الساحلية وأواخره المناطق الداخلية مع تبديل السائل الجاذب أسبوعيا.
ـ المصائد الجنسية (الفرمونات) تستخدم بمعدل 2ـ 3 مصيدة في الهكتار وتوضع في نفس مواعيد المصائد الزجاجية وهي تعمل على جذب الذكور فقط.
ـ المصائد النباتية (أصناف حساسة للإصابة)، يفضل عند تأسيس حقول الزيتون زراعة أصناف مفضلة للذبابة (مثل دعيبلي، قيسي، جلط، الخ.) بنسبة 5 % وذلك كمصائد لحماية الصنف السائد وكونها تصاب أولاً.
2ـ رصد أطوار الحشرة غير الكاملة : (بيضة ـ يرقة)
ويتم بفحص 100 ثمرة زيتون وتحسب العتبة الاقتصادية التي حددت بـ :
ـ 3 % يرقة حية لكل 100 ثمرة من أصناف التخليل.
ـ 5 % يرقة حية لكل 100 ثمرة من الأصناف الثنائية الغرض والزيت.

### ثانياً ـ العمليات الزراعية والطرائق الميكانيكية
ـ الفلاحة للقضاء على الأطوار المشتية (العذراء)
ـ التقليم وتعريض الشجرة لأشعة الشمس يخفف من نسبة الرطوبة.
ـ بما أن الجيل الرابع والخامس يتعذر ضمن التربة وفي شقوق أحواض جمع الثمار في المعاصر.
فإن جمع اليرقات والعذارى وحرقها يؤدي إلى التخفيف من شدة الإصابة في العام التالي.

### ثالثاً ـ العتبة الاقتصادية
حددت العتبة الاقتصادية لذبابة ثمار الزيتون والتي تبدأ عندها عمليات المكافحة على الشكل التالي:
ـ 3 % يرقة حية لكل 100 ثمرة من أصناف التخليل.
ـ 5 % يرقة حية لكل 100 ثمرة من الأصناف الثنائية الغرض والزيت.

### رابعاً ـ المكافحة الحيوية
يتواجد عدد من الطفيليات على الأطوار اليرقية المختلفة لذبابة الزيتون في سورية تم تحديد بعضها :
Opius concolor Szepl. (Hym, Braconidae)
Euplmus martellii Masi (Hym, Eupelmidae)
Pnigalio meducraneus Ferr.& Del. (Hym, Eulophidea)
ولاستخدام هذه الأعداء الحيوية في مكافحة هذه الآفة فإنه يجب إتباع ما يلي :
• حصر هذه الأعداء الحيوية وتحديد مناطق وجودها
• دراسة هذه الأعداء الحيوية في مخابر متخصصة
• تربية وإكثار هذه الأعداء الحيوية في مصانع متخصصة وإطلاقها

### خامساً ـ المكافحة الكيميائية
قبل اتخاذ أي قرار بالمكافحة تراعى العوامل التالية :
1ـ العوامل المناخية السائدة : درجات حرارة مرتفعة 35 ْ م، رطوبة منخفضة، تقلل من أعداد الحشرات.
2ـ قراءة المصائد (الزجاجية والجنسية)
3ـ تشريح الثمار لتقدير الإصابة الحية ومعرفة طور الحشرة.
4ـ صنف الزيتون، تفضل الأصناف الكبيرة الحجم، باكورية النضج (دعيبلي، قيسي، خلخالي)
5ـ سنة الحمل وتأثيرها على حجم الثمرة.
6ـ الأعداء الحيوية ووجودها
• أخذ طور الطفيل بعين الاعتبار أثناء تطبيق الرش الكامل.
• ينصح باستخدام الرش الجزئي بدلاً من الرش الكامل.
وفي ضوء المعطيات السابقة يتخذ قرار بالرش الجزئي أو الكامل وينصح بالرش الجزئي :
1ـ الرش الجزئي (الطعم السام)
ويستعمل عندما تكون أطوار الحشرة في الثمار المصابة 80 % منها يرقات في نهاية العمر الثالث أو العذراء، مع الأخذ بعين الاعتبار عدد الحشرات المجذوبة بالمصيدة وذلك عند تحديد زمن الرش، ويحضر الطعم السام المستخدم في الرش الجزئي كالتالي :
• 1,5 ـ 2 كغ هيدروليزات البروتين أو بيوفوسفات الأمونيوم
• مع 150 ـ 200 س ل دايمثوات تركيز 40 % محلولة في 1000 ليتر ماء
ترش كل شجرة بمعدل 750 س ل ـ 1 ليتر في أحد أطرافها أو يرش صف أشجار ويترك (1ـ2) صف بدون رش. وهنا تعتبر الأشجار المرشوشة بمثابة مصيدة، ومن مزايا الرش الجزئي :
أ ـ تخفيف تأثيره على الطفيليات والمفترسات.
ب ـ توفير في كمية المياه والمبيدات، حيث أن كمية المبيد المستهلكة في الرش الجزئي تعادل عشر الكمية المستهلكة في
الرش الكامل.
2ـ الرش الكامل
ـ وسائل الرش الأرضية : يطبق عندما تكون نسبة الإصابة الحية 5 % على أصناف الزيتون الثنائية الغرض وأصناف الزيت، و3 % على أصناف التخليل، وعندما تكون أطوار الحشرة غير الكاملة في الثمار المصابة 80 % (وخزة فعالة ـ يرقات في العمر الأول، الثاني والثالث) وذلك باستخدام مادة الدايمثوات 40 % أو مبيدات جهازية فعالة. مع الأخذ بعين الاعتبار العوامل الآنفة الذكر قبل الرش الكامل. لكن هذه الطريقة تحتاج لكمية أكبر من المبيدات والمياه وضعف في الجهد واتخاذ قرار المكافحة خاصة في المساحات الكبيرة يرتبط بقرار اللجنة المركزية لآفات الزيتون.
ـ يحظر من استخدام الطيران الزراعي لمكافحة حشرات الزيتون إلا عند الضرورة القصوى وبقرار من اللجنة المركزية لمكافحة آفات الزيتون.
تستخدم مبيدات جهازية لا تذوب في زيت الزيتون مثل :
دايمثوات أو أكتليك (150 سم3) أو أنثيو (200 سم3) وذلك لكل 100 لتر ماء وتبدأ المكافحة في أواخر حزيران وأوائل تموز حسب المنطقة، حيث تعطى 3 - 4 رشات، على أن يوقف الرش قبل جمع المحصول بثلاثة أسابيع.